# Burnhaupt-le-Bas
Burnhaupt-le-Bas è un comune francese di 1 733 abitanti situato nel dipartimento dell'Alto Reno nella regione del Grand Est.

## Società

### Evoluzione demografica
Abitanti censiti